# Neoreticulum transvittatum
Neoreticulum transvittatum är en insektsart som beskrevs av Dai, Li och Chen 2006. Neoreticulum transvittatum ingår i släktet Neoreticulum och familjen dvärgstritar. Inga underarter finns listade i Catalogue of Life.